# Charmed (stripreeks)
Charmed is een stripreeks gebaseerd op de Amerikaanse televisieserie Charmed. De serie is geschreven door Paul Ruditis en Pat Shand en wordt maandelijks gepubliceerd door Zenescope Entertainment. De reeks werd verkocht onder de titel Charmed: Seizoen 9 totdat deze reeks ten einde liep in 2012. Sinds 2014 wordt de reeks verkocht onder de titel Charmed: Seizoen 10. Seizoen 9 begint achttien maanden na de gebeurtenissen van de laatste aflevering van de televisieserie.
Nadat alle verhalen van één volume gepubliceerd zijn, wordt er een verzameling van de verhalen van dat volume uitgebracht. Aan de verzameling van het eerste volume van seizoen 9 was een bonusverhaal toegevoegd. Dat bonusverhaal knoopt in met de verhaallijn van de uitgebrachte nummers en speelt zich af in de 17de eeuw, voor de eerste heks van de Warren/Halliwell lijn geboren was.

## Nummers

### Seizoen 9
| Nummer | Titel                                     | Samenvatting | Gepubliceerd op   |
| ------ | ----------------------------------------- | --- | ----------------- |
| 0      | The Sourcebook                            | Een prequel op de serie die nieuwe lezers en fans inzicht geef in het Charmed-universum. | 16 juni 2010      |
| 1      | Charmed Lives                             | De zusjes Halliwell zijn terug! De Charmed Ones keren terug in deze nieuwe serie van Zenescope. Na het verslaan van het ultieme kwaad, leiden de zussen Halliwell een rustig leventje met hun man en kinderen... maar niet voor lang. | 21 juli 2010      |
| 2      | No Rest For the Wicca                     | Terwijl de zussen Halliwell hun rustige leventje leiden, bereidt de Onderwereld zich voor op een grote kracht dat de zussen moet verslagen. Paige leert dat iemand begeleiden moeilijker zal zijn dan ze denkt en Piper en Phoebe wonen de begrafenis bij van een oude vriendin, Brittany Reynolds: de eerste persoon die ze ooit gered hebben van demonen. Maar haar dood is enkel het begin van datgene dat de levens van andere personen en de Charmed Ones zelf op het spel zet. | 1 september 2010  |
| 3      | Innocents Lost                            | Iets of iemand maakt jacht op elke Onschuldige die de Charmed Ones ooit gered hebben en vermoordt hen in koelen bloede. Wanneer Piper, Phoebe en Paige hun best doen om de overgebleven Onschuldigen te redden, gaan de krachten in de Onderwereld door om de laatste ingrediënten te verzamelen die een ritueel zullen vervolledigen om de grootste vijand van de Charmed Ones ooit, terug te brengen. Een kracht die zo groot is dat zelfs de Kracht van Drie niet groot genoeg kan zijn om hem te stoppen om alles te vernietigen. | 6 oktober 2010    |
| 4      | Mortal Enemies                            | Om hen te beschermen voor het kwaad, brengen de Charmed Ones de overige Onschuldigen naar de Manor. Ze weten niet dat de Bron terug is en een toverspreuk uitspreekt die elke Onschuldige in de stad zich tegen hen doet keren... Zelfs als ze vechten om te overleven leren de Charmed Ones dat de Bron zijn aankomst heeft voorbereid op het perfecte moment om de Kracht van Drie voor eens en voor altijd te vernietigen. | 15 december 2010  |
| 5      | Unnatural Resources                       | De Charmed Ones nemen het op tegen een oud kwaad met een leger van volgelingen dat Piper, Phoebe en Paige hun grootste uitdaging ooit presenteert. Deze krachten van het kwaad zijn uit op vernieling, het verscheuren van de Halliwellfamilie en Piper ervan weerhouden om ooit haar eigen restaurant te openen. | 19 januari 2011   |
| 6      | Morality Bites... Back                    | Wanneer Mika, een collega, de naam van haar nieuwe vriend aan Phoebe vertelt, herinnert Phoebe zich wat er ongeveer negen jaar geleden gebeurde toen ze de toekomst bezocht waarin ze geëxecuteerd werd omdat ze een sterveling doodde die een vriendin vermoord had. Wat kan ze doen om haar visioen te stoppen nu dat de tijd dichterbij komt voor het visioen om tot waarheid te komen? Phoebe vraagt zich af of de gebeurtenissen voorbestemd zijn om te gebeuren zoals ze zag in haar visioen of dat er genoeg veranderd is om haar leven en dat van haar vrienden te raden, alsook mogelijke toekomstige slachtoffers.                            | 16 februari 2011  |
| 7      | The Heir Up There                         | Piper is radeloos wanneer ze ontdekt dat haar dochter dezelfde orbkrachten heeft als haar half-Whitelighter tante Paige en maakt zich zorgen dat het haar kinderen weer in gevaar kan brengen, zoals gebeurde toen Wyatt werd geboren. Piper besluit om Paige Leo mee naar de Elders te laten nemen voor uitleg, maar hij ontvangt een intrigerend aanbod dat een ernstig invloed kan hebben op zijn toekomst met Piper. Ondertussen heeft Neena een team gevormd met een Darklighter die opnieuw vele Whitelighters en ook Vampiers doodt. Nu dat ze de controle over de Onderwereld heeft overgenomen, zet Neena haar zinnen op de Bovenste Regionen. | 2 maart 2011      |
| 8      | Oh, Henry                                 | | 16 maart 2011     |
| 9      | The All or Nothing                        | | 25 mei 2011       |
| 10     | Three Little Wiccans                      | | 8 juni 2011       |
| 11     | Last Witch Effort                         | | 22 juni 2011      |
| 12     | The Charmed Offensive                     | | 27 juli 2011      |
| 13     | Piper's Place                             | | 7 september 2011  |
| 14     | Cupid's Harrow                            | | 28 september 2011 |
| 15     | Where There's Smoke There's a Firestarter | | 26 oktober 2011   |
| 16     | The Heavens Can Wait                      | | 30 november 2011  |
| 17     | Family Shatters                           | | 28 december 2011  |
| 18     | Four's Company                            | | 1 februari 2012   |
| 19     | Crossed, Triple-Crossed                   | | 22 februari 2012  |
| 20     | The Old Witcheroo                         | | 21 maart 2012     |
| 21     | Reversal of Misfortune                    | | 18 april 2012     |
| 22     | Prue Ya Gonna Call?                       | | mei 2012          |
| 23     | The Darklight Zone                        | | 23 juni 2012      |
| 24     | The Power of 300                          | | 25 juli 2012      |

### Seizoen 10
| Nummer | Titel                             | Samenvatting | Gepubliceerd op  |
| ------ | --------------------------------- | ------------ | ---------------- |
| 1      | No Country for Old Ones           |              | 9 oktober 2014   |
| 2      | Magically Malicious               |              | 5 november 2014  |
| 3      | The Perks of Being a Whitelighter |              | 10 december 2014 |
| 4      | Charmed Assualt                   |              | 21 januari 2015  |
| 5      |                                   |              | 18 februari 2015 |
| 6      | Will o' the Witch                 |              | 2015             |
| 7      | Hard Knox Life                    |              | 2015             |
| 8      | Love is a Burning Thing           |              | 2015             |
| 9      | Haste Makes Wasteland             |              | 2015             |

## Verhaallijn
- Schrijver Paul Ruditis kondigde in vele interviews aan dat hij vooral oude personages en concepten van de serie wilde terugbrengen. Hij beloofde de fans dat hij voor elk terugkerend personage een goede reden zou hebben.
- Vele fans vroegen zich af of Ruditis ooit Prue Halliwell, de oudste Halliwell zus die in seizoen 3 stierf, zou terugbrengen in de stripreeks. Ruditis zei dat het altijd een mogelijkheid is, maar enkel als geest. In het nieuwste deel van de stripreeks onthult Patty Halliwell dat Prue herboren is in een nieuw lichaam zodat ze haar lot kan verderzetten, maar ze zal haar zussen niet herkennen in haar nieuwe lichaam. Patty vraagt aan Cole Turner, die nu herezen is, om Prue te gaan zoeken. Later zal Prue in haar nieuwe gedaante Paige ontmoeten en herenigt ze zich met Phoebe en Piper.
- Er stonden origineel slechts 12 nummers gepland maar sinds kort heeft Ruditis bekendgemaakt dat de stripreeks in 3 delen zal verschijnen: een eerste deel (1-7), een tweede deel (8-12) en een derde deel (13-19). Ruditis heeft nu bekendgemaakt dat er nog een vierde deel zal volgen. Ook werd bekendgemaakt dat er een tiende seizoen wordt voorbereid (delen 1, 2, 3 en 4 van de stripreeks vormen seizoen 9 van de serie).

## Reacties van de acteurs
- Alyssa Milano, Holly Marie Combs en Rose McGowan (de drie hoofdrolspelers van de televisieserie) gaven toestemming voor het gebruik van hun evenbeeld in het stripverhaal.
- Holly Marie Combs en Rose McGowan bespraken de boekenreeks op Twitter, waarbij ze grapjes maakten over de omslag van het tweede deel, waarop de vrouwen naakt en bedekt met bladeren staan afgebeeld.
- Alyssa Milano was erg blij met het nieuws over een stripreeks. Ze vond het een eer om te mogen spelen in de reeks en vond vooral dat de tv serie het verdiende.
- Toen bekend geraakte dat Prue Halliwell zou terugkeren in de stripreeks, liet Shannen Doherty verstaan dat haar gelijkenis niet gebruikt mocht worden in de reeks waardoor de tekenaars ervoor moesten zorgen dat Prue in een nieuwe gedaante zou terugkeren.

## Trivia
- Paul Ruditis werd door Zenescope gekozen om de serie te schrijven, doordat hij voordien al verscheidene van de Charmed pockets geschreven alsook een compendium van de serie. Ruditis had ook verscheidene interviews met de acteurs en schrijvers van de serie gedaan waardoor hij het Charmed universum goed kent.
- De titels van de nummers zijn gebaseerd op gezegdes, titels van liedjes of titels van andere films en tv series. Dit is een van de tradities van de serie die wordt doorgezet.
- In augustus 2009 werd er al gespeculeerd dat een stripreeks in de maak was, en Alyssa Milano confirmeerde het nieuws een paar maanden later. Pas een paar weken later maakte Zenescope het nieuws officieel.
- Het duurde bijna een jaar voor Zenescope om alle licenties te krijgen om de serie te maken.
- Zenescope besloot een Charmed stripreeks te maken omdat sterke, mooie vrouwen perfect bij hun imago past. Zenescope is vooral bekend van de Grim Fairy Tales en Return to Wonderland reeksen waarin sterke, mooie vrouwen de hoofdrol spelen.